# John Jellinek
John Jellinek (* 30. Mai 1945 in Buffalo) ist ein ehemaliger US-amerikanischer Autorennfahrer.

## Karriere als Rennfahrer
John Jellinek war in den 1980er-Jahren bei einigen Sportwagenrennen am Start. 1984 fuhr er sowohl das 12-Stunden-Rennen von Sebring, als auch das 24-Stunden-Rennen von Le Mans. Das Rennen in Sebring beendete er als 22. der Gesamtwertung. In Le Mans war er Partner von Yves Courage und Michel Dubois und konnte den Einsatz nach einem Defekt am Cougar C02 nicht beenden.

## Statistik

### Le-Mans-Ergebnisse
| Jahr | Team     | Fahrzeug   | Teamkollege  | Teamkollege   | Platzierung | Ausfallgrund |
| ---- | -------- | ---------- | ------------ | ------------- | ----------- | ------------ |
| 1984 | Primagaz | Cougar C02 | Yves Courage | Michel Dubois | Ausfall     | Ölpumpe      |

### Sebring-Ergebnisse
| Jahr | Team             | Fahrzeug            | Teamkollege  | Teamkollege | Platzierung | Ausfallgrund |
| ---- | ---------------- | ------------------- | ------------ | ----------- | ----------- | ------------ |
| 1984 | Budweiser Racing | Porsche 924 Carrera | Stefan Edlis | Tom Brennan | Rang 22     |              |